# Nappe paramétrée
Une nappe paramétrée dans l'espace vectoriel E de dimension finie est la donnée : d'un domaine U de ℝ² où varie le couple de paramètres, et d'une fonction f de U dans E.

## Définition
Une nappe paramétrée de classe {\displaystyle {\mathcal {C}}^{k}} dans l'espace vectoriel E de dimension finie est la donnée
- d'un domaine U (en général supposé connexe) de ℝ2 où variera le couple de paramètres réels (t, u)
- d'une fonction f de U dans E, de classe {\displaystyle {\mathcal {C}}^{k}}

Dans un repère donné de E, la fonction f a des composantes x(t, u), y(t, u), z(t, u)... Par exemple voici un paramétrage d'un cône de révolution de l'espace (parcouru plusieurs fois) : x(t, u)=u* cos (t), y(t, u)=u*sin(t), z(t, u)=u pour t, u variant dans ℝ.

## Courbes tracées sur une nappe, plan tangent
Quand on se contente de faire varier un seul des deux paramètres, on obtient des arcs paramétrés tracés sur la nappe. Dans l'exemple du cône, si u varie seul avec t fixé on obtient une droite parcourue à vitesse uniforme. Si t varie avec u fixé, c'est un cercle.
Ces courbes permettent de définir la notion de plan tangent : on se place en {\displaystyle (t_{0},u_{0})}, on regarde toutes les courbes tracées sur la surface et passant par ce point, et l'ensemble de leurs vecteurs tangents. S'ils forment un plan, c'est le plan tangent.
Une condition suffisante simple pour cela est que le point soit régulier, c'est-à-dire {\displaystyle {\frac {\partial f}{\partial t}}(t_{0},u_{0}){\hbox{ et }}{\frac {\partial f}{\partial u}}(t_{0},u_{0})\neq 0} sont non colinéaires.
On peut aussi le dire sous la forme : un point est régulier quand la différentielle de f en ce point est injective.

## Changement de paramètres
Le changement de paramètres sera cette fois un {\displaystyle {\mathcal {C}}^{k}}-difféomorphisme de U dans V autre domaine de ℝ2. La notion de respect d'orientation sera liée cette fois au signe du jacobien de ce difféomorphisme.
On parlera de nouveau de nappes {\displaystyle {\mathcal {C}}^{k}}-équivalentes quand elles se correspondent par changement de paramétrage.
Les notions de point régulier, de plan tangent, d'aire, de courbure de Gauss font partie des invariants qu'on peut citer.